# Nantwich Castle
Nantwich Castle ist eine abgegangene Burg in Nantwich in der englischen Grafschaft Cheshire. Sie wurde vor 1180 als Schutz einer Furt über den River Weaver gebaut. Erstmals ist die Burg 1288 urkundlich erwähnt. Die letzte Urkunde über die Burg stammt von 1462 und 1485 lag sie bereits in Ruinen. Heute gibt es keine oberirdischen Spuren des Gebäudes mehr. Ausgrabungen in der Nähe des Crown Inn enthüllten 1978 eine Terrassierung und zwei Gräben, von denen einer vermutlich der äußere Burghof war.

## Geschichte

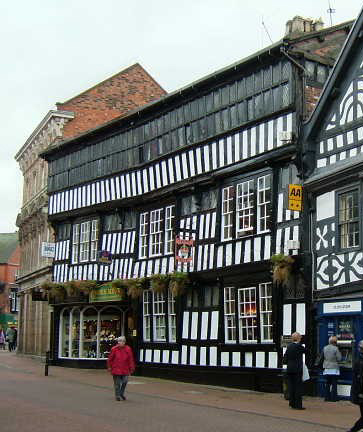
Das Crown Inn steht heute in der Nähe der ehemaligen Burg

Die Burg wurde vor 1180 errichtet. Unterlagen über den Bauherrn oder über den genauen Bauzeitraum gibt es nicht. Einige Quellen nehmen an, sie sei vermutlich auf Geheiß von Willam Malbank, 1. Baron of Wich Malbank, dem ersten Baron von Nantwich, gebaut worden. Aber der örtliche Geschichtswissenschaftler Eric Garton zitiert ein Dokument, in dem die Burg als „Castle of Piers Malbanke“, dessen Existenz nirgendwo anders aufgezeichnet ist, bezeichnet. Es könnte sich um einen Bruder von William Malbank handeln oder von einem seiner Erben, Hugh Malbank und William Malbank, 3. Baron of Wich Malbank. Archäologische Beweise weisen darauf hin, dass die Burg auf einer leichten Erhebung zwischen dem River Weaver und der heutigen High Street und Mill Street stand, vermutlich in der Nähe des heutigen Crown Inn. Dies ist einer der höchsten Punkte in Nantwich und hat der Burg sicher eine starke Position nahe der Furt über den River Weaver verschafft, die südlich der heutigen Brücke liegt.
Auch wenn Nantwich Castle eine Baronsburg war, war es keine der größeren Burgen in Cheshire. Die einzig bekannte Beschreibung in einer Stadtgeschichte von John Weld Platt aus dem Jahre 1818 erwähnt, dass die Burg „quadratisch und an jeder Ecke mit einer Tourelle versehen [war]. Die äußeren Mauern der Burg wurden durch einen Graben beträchtlicher Breite geschützt, der nur über eine Zugbrücke überquert werden konnte.“ Aber der spätere Geschichtswissenschaftler James Hall betrachtet Platts Beschreibung als „rein fiktionell und daher ohne jede historische Bedeutung.“
Nach dem Tod des 3. Barons in den 1160er- oder 1170er-Jahren, der keine männlichen Nachkommen hinterlassen hatte, wurden die Ländereien und Privilegien der Baronie zwischen seinen drei Töchtern aufgeteilt. In einem Untersuchungsbericht vom 15. Mai 1288 wird erwähnt, dass die Burg an seine älteste Tochter, Philippa, fiel; dies ist die erste urkundliche Erwähnung der Burg. Philippa Malbank heiratete Thomas, Lord Basset, und ihre Tochter und Miterbin, auch Philippa, heiratete Henry de Beaumont, 5. Earl of Warwick. Im 13. Jahrhundert fiel die Burg zurück an den Earl of Chester, als Philippa, Countess of Warwick, ohne Nachkommen starb.
Am 22. Juni 1278 verlehnte König Eduard I. Nantwich Castle an Randle de Merton; dann fiel sie am 25. August desselben Jahres an Sir Randle Praers. Dessen Enkel, Thomas Praers, verpachtete die meisten Ländereien und auch die Burg auf Lebenszeit an seinen Nachbarn, John Gryffin aus Bartherton, für eine Nominalpacht von einer Rose jährlich. Dieser Akt scheint bestätigt worden zu sein, da Edward of Woodstock, der Earl of Chester, am 16. Mai 1344 schrieb:

„Soweit wir das verstanden haben, war Thomas de Prayers aus Bertonlegh in unserer Grafschaft Chester ein echter Dummkopf und hat in seiner Dummheit einen Teil seiner Ländereien zu seinem eigenen, großen Schaden und auch unserem verpachtet, weshalb wir ihn vor uns berufen haben, damit wir ihn prüfen konnten und wir auch seine Prüfung durch die Mitglieder unseres Rates veranlasst haben, ebenso wie durch andere Rechtskundige, und bei dieser Untersuchung fand man, dass er ein Mann von gesundem Verstand war und ausreichend im Stande, sich selbst und seine Ländereien ordentlich zu führen, und wir wurden von denen, die ihn untersuchten, informiert.“

Nach dem Tod von Thomas Praer fiel die Burg durch Heirat seiner Tochter und Erbin, Elizabeth, an Sir Thomas Fouleshurst und anschließend verblieb sie in der Familie Fouleshurst.
Das letzte offizielle Dokument, in dem die Burg erwähnt ist, stammt von 1462 und 1485 war sie bereits zu Ruinen zerfallen. Bausteine der Burg sollen laut einigen Quellen zum Bau der Kingsley Chapel (südliches Querschiff) für den Bau der Marienkirche in Nantwich verwendet worden sein, aber die Kapelle stammt vermutlich von 1405. 1550 wurde die Gegend Lamburcote oder Lambercote genannt und war Weideland. Anfang des 19. Jahrhunderts, als George Ormerod sein Buch History (...) schrieb, gab es keine oberirdische Spur der Burg mehr. Der größte Teil des ehemaligen Burggeländes wurde in den 1950er-Jahren eingeebnet und diente als Autoparkplatz.

## Heutige Überreste
1978 wurden hinter dem Crown Inn von Robina McNeil Sale und anderen Ausgrabungen durchgeführt, bei denen man Beweise für eine Terrassierung fand, vielleicht Reste einer Plattform oder eines Mounds. Man fand auch zwei parallele Gräben, einen früheren mit steilen Rändern, der vermutlich aus dem Altertum stammt, und einen größeren aus dem Mittelalter. Letztgenannter könnte Teil des äußeren Burghofes gewesen sein, auch wenn er kleiner als die Burghöfe der meisten Burgen war, vermutlich, weil der nahegelegene Fluss eine natürliche Barriere bildete. Stattdessen könnte es sich aber einfach auch um einen Burggraben gehandelt haben. Diesen Graben ließ man im 13. Jahrhundert verschlicken, was auf den Zeitpunkt der Aufgabe der Burg als militärische Verteidigungseinrichtung hinweisen könnte. Der frühere Graben könnte ein früherer Teil der Verteidigungseinrichtungen der Burg gewesen sein, die durch den späteren Graben ersetzt wurden. Es kann aber auch sein, dass er Teil eines noch früheren Gebäudes war, vielleicht sogar der Graben, der im Domesday Book als um eine Seite der Salzhäuser der Siedlung herum angelegt erwähnt wird.

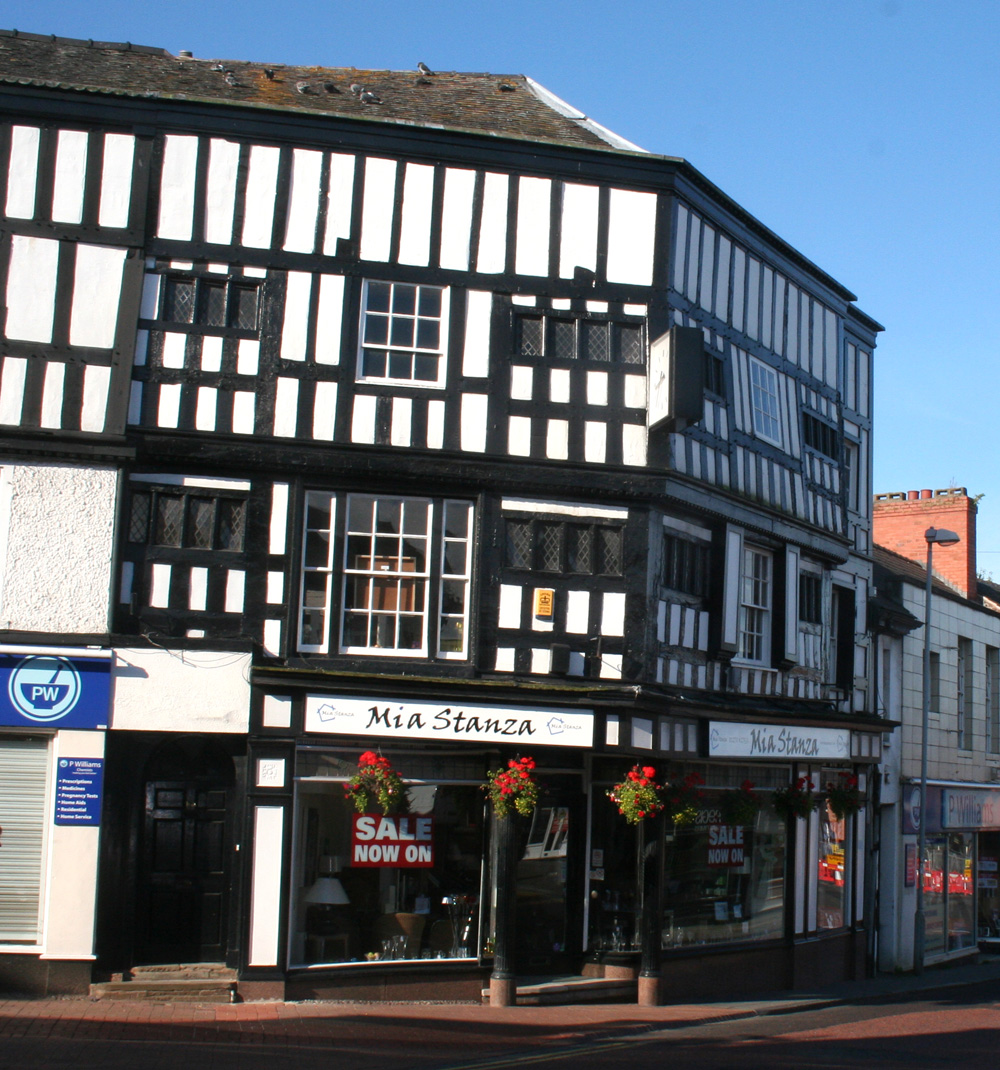
Eine Kurve der High Street folgt der äußeren Burgmauer.

Frühere Ausgrabungen aus den Jahren 1974 und 1976 hinter dem Haus 28, High Street (damals die National Westminster Bank), die David Hill von der University of Manchester durchführte, förderten ebenfalls einen großen Graben zu Tage, den McNeil Sale für eine Fortsetzung eines der beiden Gräben ihrer Ausgrabungen von 1978 hält. Beweise für eine Zugbrücke wurden bei Kanalbauarbeiten im Jahre 1979 gefunden.
Für die Existenz von Gebäuden aus Stein hat man bisher keine Beweise gefunden. Dies könnte daran liegen, dass die Bausteine der Burg vollständig für andere Gebäude wiederverwendet wurden, oder, weil die Reste dieser Gebäude an Stellen liegen, an denen bisher noch keine Ausgrabungen durchgeführt wurden, vielleicht unter der heutigen High Street. Es aber auch möglich, dass die Burg nie mehr als eine kleine Holzkonstruktion war.
Die Burg hatte Einfluss auf die Straßenführung in der Siedlung. Die heutige High Street soll den Spuren der äußeren Burgmauer folgen: Von der Hospital Street (der ersten Straße der Siedlung) für sie sanft um eine Kurve zum River Weaver; an einer schärferen Kurve steht heute das Regent House. Alle Hauptstraßen östlich des Flusses führen von der High Street radial nach außen. Die Castle Street soll nach der Burg benannt sein, auch wenn der Name dieser Straße erst 1489 auftauchte, als die Burg bereits in Ruinen lag.